# Johnny Miller
John Laurence Miller, más conocido como Johnny Miller (San Francisco, California, Estados Unidos, 29 de abril de 1947), es un golfista estadounidense que logró 25 victorias, 105 top 10 en el PGA Tour y lideró la lista de ganancias de la temporada 1974.
Miller ganó dos torneos mayores: el Abierto de los Estados Unidos de 1973 y el Abierto Británico de 1976. Además, resultó segundo en el Abierto Británico de 1973 y el Masters de Augusta de 1971, 1975 y 1981, y acumuló nueve top 5 y 17 top 10 en torneos mayores.
El californiano disputó solamente dos ediciones de la Copa Ryder en 1975 y 1981, obteniendo tres puntos en seis partidos. En tanto, ganó la Copa Mundial de Golf de 1973 y 1975 en las ramas individual y de equipos, acompañado de Jack Nicklaus y Lou Graham, respectivamente.
Desde 1990, es comentarista en las transmisiones de golf de la cadena de televisión NBC y columnista de la revista Golf Digest. Aparte, es dueño de una empresa de diseño de campos de golf. En 1998 ingresó en el Salón de la Fama del Golf Mundial.

## Carrera deportiva
Miller comenzó su carrera en el golf en el Olympic Club de San Francisco. En 1964 ganó el Campeonato Amateur Juvenil de Estados Unidos. Estudió educación física en la Universidad Brigham Young, donde fue All-American. En dicha etapa, fue octavo absoluto y mejor amateur del Abierto de los Estados Unidos de 1966, disputado en el Olympic Club, y ganó el Campeonato Amateur de California de 1968. En 1969 se graduó y se convirtió en golfista profesional.
Debutó en el PGA Tour en 1969, con 22 años de edad. En 1970 obtuvo tres sextos puestos como mejores resultados, siete top 10 y 27 cortes superados, terminando así 42.º en la lista de ganancias. En 1971 ganó el Abierto Sureño, resultó segundo en el Masters de Augusta y quinto en el Abierto de los Estados Unidos. Acumuló nueve top 10 y 27 cortes superados, por lo que quedó colocado en el 19.º puesto final.
Este  golfista triunfó en 1972 en Sea Pines y consiguió seis top 10 y 25 cortes superados, por lo que terminó 20.º en la tabla general. Ganó el Abierto de los Estados Unidos de 1973 luego de registrar 63 golpes en la última ronda, el primer golfista en lograr dicho marcador en un torneo mayor. También consiguió ese año el segundo puesto en el Abierto Británico, 11 top 10 y 22 cortes superados, ubicándose así en la octava colocación en la lista de ganancias.
En 1974, Miller dominó el PGA Tour al lograr ocho victorias en el Pebble Beach National Pro-Am, Phoenix, Tucson, Sea Pines, el Torneo de Campeones, Westchester, el World Open Golf Championship y Napa Valley. Sumado a 13 top 10 y 20 cortes superados, lideró la lista de ganancias y obtuvo el premio al Jugador del Año del PGA Tour.
El californiano venció cuatro veces en 1975 en Phoenix, Tucson, Coachella Valley y Napa Valley, culminó segundo en el Masters de Augusta y tercero en el Abierto Británico, y consiguió 12 top 10 y 20 cortes superados. Por tanto, se colocó segundo en la lista de ganancias, por detrás de Jack Nicklaus.
Miller triunfó en 1976 tres veces: Tucson, Coachella Valley y el Abierto Británico, donde derrotó a Nicklaus y Seve Ballesteros por seis golpes de ventaja. Con ocho top 10 y 17 cortes superados, se ubicó 12.º en la lista de ganancias.
El golfista resultó 49.º en 1977, con dos segundos lugares y un tercero como mejores resultados, y tuvo actuaciones aún peores en 1978 y 1979. En 1980 terminó primero en Inverrary y segundo en el Abierto Sureño, y logró seis top 10 y 15 cortes superados, para ubicarse 34º en la lista de ganancias.
En 1981, Miller ganó en los abiertos de Tucson y Los Ángeles, quedó segundo en el Masters de Augusta, sexto en Inverrary y décimo en San Diego. Así, alcanzó la 11.ª posición final en el circuito. Por otra parte, ganó el Desafío del Millón de Dólares en Sudáfrica.
En 1982 ganó en San Diego y obtuvo cinco top 5, quedando así 20.º en la lista de ganancias del PGA Tour. En 1983 venció en Inverrary y quedó segundo en los abiertos de Canadá y Phoenix, y tercero en la World Series of Golf, lo que lo ubicó 14.º en la tabla general.
Este californiano consiguió cinco top 10 en 1984 y otros tantos en 1985, y uno solo en 1986. En 1987 ganó el Pebble Beach National Pro-Am, y en 1994 venció dicho torneo y en 1997 jugó allí por última vez en el PGA Tour con 49 años de edad.